# Mubadala World Tennis Championship 2017
Il Mubadala World Tennis Championship 2017 è un torneo esibizione di tennis disputato su campi in cemento. È la 9ª edizione dell'evento che si è svolta dal 29 al 31 dicembre 2016. Partecipano sei giocatori fra i primi del mondo. Il torneo si svolge nel Abu Dhabi International Tennis Complex di Zayed Sports City ad Abu Dhabi negli Emirati Arabi Uniti. Questo è un torneo di preparazione all'ATP World Tour 2017.

## Partecipanti

### Teste di serie
| Nazionalità | Giocatore          | Ranking | Testa di serie* |
| ----------- | ------------------ | ------- | --------------- |
| Regno Unito | Andy Murray        | 1       | 1               |
| Canada      | Milos Raonic       | 3       | 2               |
| Spagna      | Rafael Nadal       | 9       | 3               |
| Rep. Ceca   | Tomáš Berdych      | 10      | 4               |
| Belgio      | David Goffin       | 11      | 5               |
| Francia     | Jo-Wilfried Tsonga | 12      | 6               |

* Le teste di serie sono basate sul ranking al 21 dicembre 2016.

## Campione
Rafael Nadal ha battuto in finale  David Goffin con il punteggio di 6–4, 7–6(5).